# Mixed Embeddedness
Mixed Embeddedness (deutsch: "gemischte Einbettung") ist ein theoretischer Analyserahmen von Robert Kloosterman und Jan Rath (1999), anhand dessen die Entwicklung und hochgradige Zunahme migrantischer Ökonomien erklärt werden soll. Dabei werden migrantische Unternehmen in einem größeren regulatorischen und soziokulturellen Kontext betrachtet. Dieser Ansatz berücksichtigt, dass die Akteure sowohl in die Herkunftsgesellschaft (in ein immigrantisches Netzwerk) als auch in die Aufnahmegesellschaft (in die politische und institutionelle Umwelt) eingebunden sind. Es werden vor allem Interaktionen und regulatorische Bedingungen betrachtet; kulturellen Unterschieden wird weniger Gewicht beigemessen. Dieses Modell wird des Öfteren als Ausgangspunkt aktueller empirischer Forschungen zum Thema migrantischer Ökonomie („Migrant Business“, „Immigrant Businesses“ bzw. „Migrant Entrepreneurship“) herangezogen.

## Das Konzept der Mixed Embeddedness
Es kann als eine Erweiterung vorangegangener Ansätze, wie dem marktsoziologischen Konzept (Marktsoziologie) der „Einbettung“, welche den Erfolg durch die Einbettung in die sozialen und kulturellen Charakteristiken der sozialen Zuwanderer-Communities (Netzwerke) und den sich daraus ergebenden nutzbaren Ressourcen zuschreibt und dem Interaktionsmodell (Roger Waldinger, Howard Aldrich, Robin Ward), welches der Kritik unterliegt, dass der kulturelle Einfluss überbewertet wird, betrachtet werden.
Das Konzept der Mixed Embeddedness weist spezifisch auf eine mehrfache Einbettung der Unternehmer, über die eigene Community hinaus, hin. Insbesondere auch in das rechtliche und politische Rahmenwerk, sowie die Marktbedingungen der Aufnahmegesellschaft, bis hin zu freiwillige oder verpflichtende Mitgliedschaften bei Handelsvereinigungen und -organisationen, woraus sich einerseits Einschränkungen, bedingt durch diese jedoch auch bestimmte Möglichkeitsstrukturen ergeben.
In der Forschung zu ethnischer bzw. migrantischer Ökonomie werden teils auch transnationale Zusammenhänge betrachtet, etwa in Form grenzüberschreitender Netzwerke. Man spricht dann auch von transnational embeddedness. Auch eine Erweiterung des Modells, um die besonderen Situation von Flüchtlingen zu berücksichtigen, wurde unternommen.

## Bedeutung der rechtlichen und politischen Rahmenbedingungen
Die Möglichkeitsstrukturen für Zuwanderer gestalten sich je nach Aufnahmegesellschaft unterschiedlich. Die Marktgegebenheiten, welche tendenziell bestimmte Möglichkeiten eröffnen und andere verwehren, werden beeinflusst durch das bestehende Sozialsystem (Wohlfahrt, Organisation des Marktes, Rechtslage, räumliche Verteilung von Migranten).
Das Mixed Embeddedness Konzept ist vor allem auf (kontinental)europäische Wohlfahrtsgesellschaften bzw. Gesellschaften mit stark ausgeprägten Sozialsystemen ausgerichtet. Dieses Wohlfahrtsmodell charakterisiert sich durch hohe Mindestlöhne, starke Ausschlusskriterien bzw. einschränkende Beschäftigungsgesetze für Migranten am regulären Arbeitnehmermarkt (Berechtigung für die Aufnahme einer entgeltlichen Tätigkeit, Arbeitsmarktprüfung, Inländervorrang) und daraus resultieren überdurchschnittlich hohen Arbeitslosenzahlen bei Zuwanderern.
Unternehmensgründungen in arbeitsintensiven Marktsegmenten mit relativ geringen Gewinnspannen und Wachstumspotential (Nahversorger geringer Größe, Restaurants, …) sind hier für Staatsbürger aufgrund der hohen Mindestlöhne und des zu tragenden Risikos nicht besonders attraktiv.
Für Zuwanderer können diese jedoch beispielsweise wegen mangelnder Alternativen am Arbeitsmarkt, aber auch durch spezifische Vorzüge, die sich aus ihren besonderen Netzwerken ergeben, eine durchaus interessante Option eine höhere sozioökonomische Position einzunehmen darstellen und damit zu einer erweiterten sozialen Mobilität in der Aufnahmegesellschaft beitragen.
Natürlich spielen auch weitere Faktoren, wie sie auch in der gewöhnlichen Entscheidung zur Selbstständigkeit zu finden sind, wie Unabhängigkeit oder Ansehen, eine wichtige Rolle. Kloosterman et al. 2003 weisen jedoch darauf hin, dass häufig weniger der Drang als vielmehr der Druck bestimmend für die Unternehmensgründung ist.
"Many immigrant entrepreneurs are not so much pulled as pushed towards these openings."
(Kloosterman et al. 2003:11)
Die Rolle verschiedener Einflussfaktoren – sei es eine erwartete Aufenthaltsdauer, eine Orientierung an ökonomischem Gewinn und Sparsamkeit, eine Konzentration auf bestimmte Berufe, eine Ablehnung oder Diskriminierung von Minderheiten durch die Mehrheitsgesellschaft, eine Vertrauensbasis oder ein Ressourcentransfer innerhalb der eigenen ethnischen Gruppe – wird in der Forschung unterschiedlich bewertet. Beim Mixed-Embeddedness-Modell wird das Augenmerk auf regulatorische Bedingungen sowie auf informelle Netzwerke gerichtet und dabei zwischen förderlichen und hinderlichen Faktoren unterschieden. In diesem Modell wird der sozialen Einbettung, etwa den Interaktionen zwischen dem Gastland und den Eingewanderten, eine größere Bedeutung zugesprochen als den kulturellen Unterschieden.

## Bedeutung der Einbettung in Zuwanderer-Communities
Die gegründeten Unternehmen finden sich vor allem in urbanen Gebieten mit hohem Migrantenanteil (Musterd 1997), wo bedeutend geringere Einstiegsbarrieren vorhanden sind, da das lokal vorhandene soziale Netzwerk, sowohl Kunden und Angestellte, als auch Kapital und Vertrauen generieren kann, welche in weiterer Folge für informelle ökonomische Aktivitäten (siehe Informelle Wirtschaft) genutzt werden können.
Eröffnungen finden vor allem aufgrund von
- spezifischen Nachfrage nach ethnischen Produkten und
- Schließungen bestehender Geschäfte in der Nachbarschaft und deren Ersatz durch ethnische Unternehmen

statt. (Onkel Ali-Laden statt Tante Emma-Laden)
Geschäfte am unteren Ende des Marktsegments bleiben konkurrenzfähig durch Kosteneinsparungen (der Arbeitskräfte) und Flexibilität. Dies ist streng nach den rechtlich-ökonomischen Rahmenbedingungen nur bedingt machbar. Durch die privilegierten Zugänge zu migrantischen Netzwerken (soziales Kapital) werden bei geringen monetären Kosten Ressourcen zugänglich, die mitunter nicht den legitimen Rahmenbedingungen entsprechen (Arbeitskräfte unter dem Mindestlohn, Arbeitszeit, informelle Mitarbeiter, …). Diese Nutzung informeller ökonomischer Aktivitäten ermöglicht ein Überleben, wo andere (gewöhnliche) Unternehmen scheitern.
Eine im Auftrag des BMFSFJ erstellte Studie des Instituts für Mittelstandsforschung der Universität Mannheim befasste sich mit der Vereinbarkeit von Familie und Beruf in Migrantenunternehmen. In Migrantenunternehmen sind 55 % der Beschäftigten Frauen; vier von zehn Migrantenunternehmen haben einen Frauenanteil von mehr als 70 %. Laut Befragungen haben 27 % der in Migrantenunternehmen Kinder, die während der Arbeitszeit betreut werden müssen.  Knapp die Hälfte der Migrantenunternehmen hat Beschäftigte mit betreuungsbedürftigen Kindern, außerdem hat ein Sechstel Beschäftigte, die Angehörige pflegen. Bei Migrantenunternehmen handelt es sich oft um kleine Betriebe (Stand: 2013).

## „Auswirkungen“
Da diese migrantischen Unternehmen vorrangig auf spezifische Umfeldeigenschaften angewiesen sind, ergeben sich daraus problematische Phänomene, wie die oftmals aufzufindende hohe Anzahl von gleichartigen Geschäften in unmittelbarer geographischer Nähe innerhalb bestimmter Stadtteile. Dementsprechend kommt es häufig in kürzester Zeit zu einer Sättigung, bzw. sogar Übersättigung des Marktes, sodass es, um sich am Markt durchsetzen zu können (viele Unternehmen halten sich dann nicht lange), weiterer Maßnahmen wie Kosteneinsparungen, Erringen neuer Abnehmerschichten, erweiterter Produktvielfalt oder innovativer anderer Maßnahmen und Strategien bedarf.
Dies stellt auf gesellschaftlicher Ebene einen sich stetig entwickelnden Prozess dar, aus dem sich immer wieder neue Arten und Formen der Unternehmerschaft ergeben, die sich aufs Neue beweisen müssen.